# 1. лакташка лака пјешадијска бригада
Прва лакташка лака пјешадијска бригада је била војна јединица Војске Републике Српске, у саставу Првог крајишког корпуса. Формирана је 3. јула 1992. године у Лакташима. Расформирана је током рата и ушла у састав Друге крајишке бригаде. Током Одбрамбено-отаџбинског рата бригада је имала 38 погинулих бораца, док се њих 7 води као нестало. Поводом Дана Републике, предсједница Републике Српске Жељка Цвијановић је 2022. године одликовала бригаду Медаљом Петра Мркоњића.